# حوش حالا
حوش حالا هي إحدى القرى اللبنانية من قرى قضاء زحلة في محافظة البقاع.